# Tanya Kim
Pour les articles homonymes, voir Kim.
Tanya Kim est une présentatrice de télévision canadienne. Elle est pianiste de formation classique et danseuse. Elle a grandi à Sault Ste. Marie en Ontario. Elle a suivi un cursus à l'Université Ryerson de 1994 à 1998, dont elle sort diplômée du programme de journalisme, spécialisée dans la radiodiffusion, et a travaillé en tant que vidéaste à MuchMusic avant de rejoindre CTV. Tanya Kim est surtout connue comme animatrice de l'émission du réseau CTV eTalk Daily.